# 国土政策局
国土政策局（こくどせいさくきょく）は、国土交通省の内部部局の一つ。国土の利用や安全及び開発などの役割を担っている。2011年の組織改編で、国土計画局の主要部分と、都市・地域整備局の地域振興分野を統合して発足した。

## 組織
- 局長
  - 総務課
  - 総合計画課
  - 地域振興課
  - 離島振興課
  - 計画官（2）
  - 特別地域振興官

（国土交通省ホームページより）

## 主な所掌事務
- 国土計画に関すること。
- 国土の利用、開発及び保全に関すること。
- 国会等の移転に係ること。
- 首都圏、大都市県、各地方の整備に関すること。
- 国土調査（地籍調査などを除く）に関すること。
- 国土の利用、開発及び保全を図る観点からの地方や離島の振興に関すること。

## 歴代局長
| 代 | 氏名         | 在任期間                      | 前職                                                          | 退任日後の役職等                 |
| -- | ------------ | ----------------------------- | ------------------------------------------------------------- | -------------------------------- |
| 1  | 中島正弘     | 2011年7月1日 - 2011年9月16日  | 国土交通省国土計画局長                                        | 国土交通省総合政策局長           |
| 2  | 小島愛之助   | 2011年9月16日 - 2012年9月16日 | 国土交通省政策統括官                                          | 内閣府経済社会総合研究所次長     |
| 3  | 大森雅夫     | 2012年9月16日 - 2013年6月11日 | 国土交通省政策統括官                                          | 辞職                             |
| 4  | 久保成人     | 2013年6月11日 - 2013年8月1日  | 国土交通省大臣官房長（兼）                                    | 観光庁長官                       |
| 5  | 花岡洋文     | 2013年8月1日 - 2014年7月7日   | 国土交通省大臣官房総括審議官                                  | 独立行政法人都市再生機構副理事長 |
| 6  | 本東信       | 2014年7月8日 - 2016年6月21日  | 国土交通省大臣官房総括審議官                                  | 辞職                             |
| 7  | 藤井健       | 2016年6月21日 - 2017年7月7日  | 国土交通省大臣関東地方整備局副局長                            | 辞職                             |
| 8  | 野村正史     | 2017年7月7日 - 2018年7月31日  | 国土交通省水管理・国土保全局次長                              | 国土交通省土地・建設産業局長     |
| 9  | 麦島健志     | 2018年7月31日 - 2019年7月9日  | 国土交通省大臣官房建設流通政策審議官                          | 辞職                             |
| 10 | 坂根工博     | 2019年7月9日 - 2020年7月21日  | 国土交通省大臣官房審議官 （総合政策局、土地・建設産業局担当） | 辞職                             |
| 11 | 中原淳       | 2020年7月21日 - 2021年7月1日  | 国土交通省大臣官房付                                          | 辞職                             |
| 12 | 青柳一郎     | 2021年7月1日 - 2022年6月28日  | 内閣府政策統括官（防災担当）                                  | 辞職                             |
| 13 | 木村実       | 2022年6月28日 - 2023年8月16日 | 国土交通省大臣官房審議官（総合政策局担当）                    | 辞職                             |
| 14 | 黒田昌義     | 2023年8月16日 - 2025年7月1日  | 国土交通省大臣官房付                                          | 国土交通省大臣官房長             |
| 15 | 佐々木正士郎 | 2025年7月1日 - 現職           | 国土交通省大臣官房総括審議官兼国土交通省大臣官房地方室長      |                                  |